# Neritina tiassalensis
Neritina tiassalensis es una especie de molusco gasterópodo de la familia Neritidae en el orden de los Archaeogastropoda.

## Distribución geográfica
Es endémica de Costa de Marfil.